# Anton Ernst Klausing

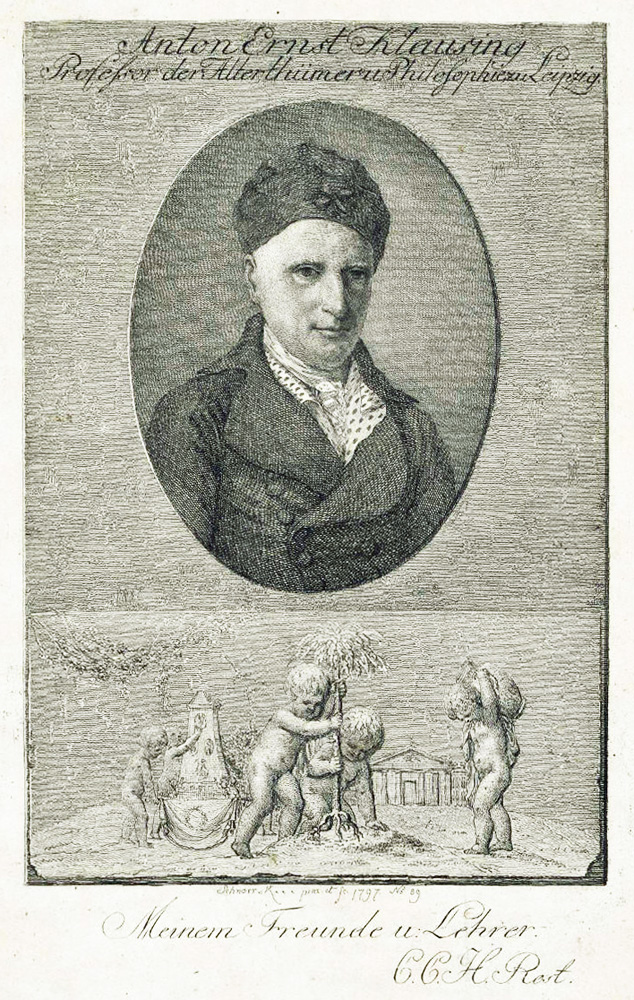
Anton Ernst Klausing (1797) Radierung von Veit Hanns Schnorr von Carolsfeld

Heinrich Anton Ernst Klausing (* 11. April 1729 in Herford; † 6. Juli 1803 in Leipzig) war ein deutscher Archäologe, Philologe und Sprachlehrer.

## Leben
Anton Ernst Klausing begann siebzehnjährig 1746 sein Studium an der Friedrichs-Universität in Halle (Saale), wo er bereits 1747 den Baccalaureus erreichte. 1749 wurde er zum Dr. phil. promoviert. 
1753 unternahm er eine Reise nach Holland und England. Seine Studien setzte er an der Universität Leipzig fort, wo er sich 1755 habilitierte. Ab 1757 lebte er für sechs Jahre in Italien. 1757 ist er als Sprachlehrer in Venedig nachgewiesen. Während seines Italienaufenthalts fertigte er Übersetzungen aus dem Italienischen.
1765 erhielt Klausing eine außerordentliche Professur für kirchliche Altertümer an der Theologischen Fakultät der Universität Leipzig. Gleichzeitig arbeitete er die nächsten zwanzig Jahre auch als Sprachlehrer für Englisch und Spanisch. Von 1767 bis 1787 besaß er das Amt des Kustos der Leipziger Universitätsbibliothek, die sich damals noch im Mittelpaulinum auf dem Universitätsgelände befand.
Ernst Anton Klausing war mit dem Leipziger Kunsthändler Carl Christian Heinrich Rost (1742–1798) befreundet, der 1797 durch Veit Hanns Schnorr von Carolsfeld eine Porträtgrafik Klausings anfertigen ließ und sie seinem „Freunde und Lehrer“ widmete.

## Schriften (Auswahl)

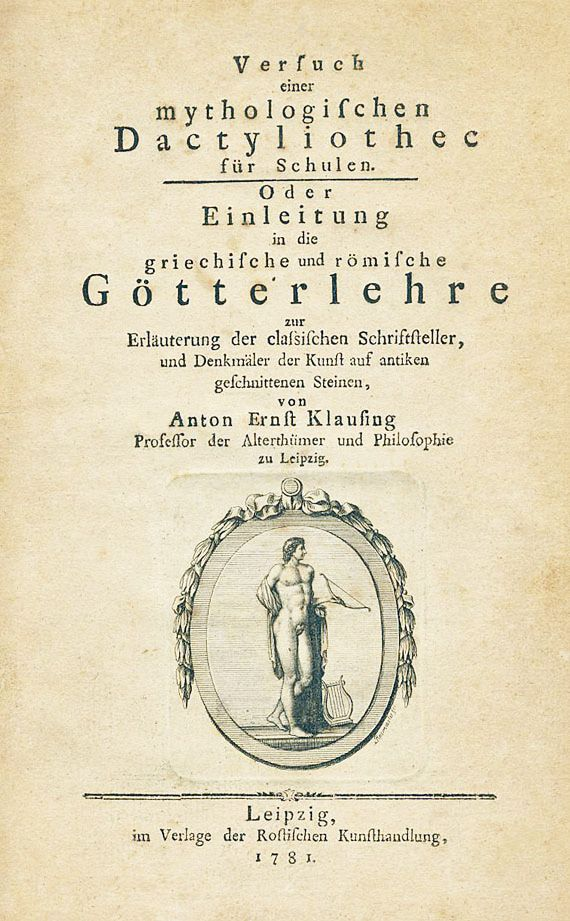
Titelblatt zur Götterlehre

- Sammlung der Neuesten Schrifften, welche die Jesuiten in Portugal betreffen. Übersetzung aus dem Italienischen, vier  Bände, 1760–1762
- Versuche über die Geschichte des Menschen, zwei Bände, original von Henry Home Kames, übersetzt von Anton Ernst Klausing, 1774/75
- Versuch einer mythologischen Dactyliothec für Schulen. Oder Einleitung in die griechische und römische Götterlehre zur Erläuterung der classischen Schriftsteller, und Denkmäler der Kunst auf antiken geschnittenen Steinen. Rost, Leipzig  1781. (Digitalisat)
- A compleat English Dictionary oder vollständiges englisch-deutsches Wörterbuch, anfänglich herausgegeben von Nathan Bailey,  jetzt aber fast ganz umgearbeitet, vermehrt und verbessert von Anton Ernst Klausing, 8. Aufl. Leipzig 1792